# Aaron Brookner
Aaron Brookner (Greenwich Village, Nova York 22 de desembre de 1981) és un director de cinema i guionista nord-americà. El seu primer llargmetratge va ser The Silver Goat (2011), el primer llargmetratge realitzat per exhibició en iPad. Va produir la restauració del clàssic de culte Burroughs: The Movie, dirigit per Howard Brookner, que fou reeditat per The Criterion Collection. va ser seleccionat com a part del concurs de documentals dels Estats Units al Festival de Cinema de Sundance 2016.

## Primers anys i carrera
Va estudiar cinema al prestigiós Vassar College. El seu oncle Howard Brookner va dirigir Els perdiguers de Broadway amb Madonna i Matt Dillon. Visitar el plató d'aquesta pel·lícula va ser un dels primers records i inspiració d'Aaron per convertir-se en cineasta. Entre els seus primers treballs en el cinema, va col·laborar en la producció de Coffee and Cigarettes de Jim Jarmusch i Personal Velocity: Three Portraits de Rebecca Miller. Abans de fer pel·lícules de ficció, va treballar com a director de vídeos musicals com Shake it per a la banda The Johns, I'm In Love With Your Knees, una col·laboració entre el cantant i compositor Austin Thomas, el llegendari guitarrista Lenny Kaye de la banda de Patti Smith i l'aclamat novel·lista nord-americà Nick Tosches. Va ser director i director de fotografia d'un llarg documental sobre Budd Schulberg, el llegendari escriptor de Hollywood.

### The Silver Goat
Va rodar el seu primer llargmetratge en 11 dies amb un pressupost, un repartiment i un equip com a inversors al costat de Pinball London Ltd, la productora de Londres responsable de la pel·lícula. La pel·lícula es va acabar l'abril del 2012 i es va estrenar exclusivament per a iPad com la primera pel·lícula que s'ha fet exclusivament per a aquesta plataforma. Va ser la primera pel·lícula estrenada com a aplicació al Regne Unit, Europa i Amèrica Llatina. El llançament es va produir a Londres el 10 de maig de 2012 a bord d'un autobús de routemaster.
The Silver Goat es va descarregar a 22 països, arribant al número 15 de les 50 millors aplicacions d'entreteniment del Regne Unit i al número 13 de la República Txeca.

### Burroughs: The Movie
El 2014 va reestrenar la pel·lícula de Howard Brookner Burroughs: the Movie sobre l'icona beat William S. Burroughs, després d'una llarga recerca per trobar una còpia impresa de la pel·lícula. El setembre de 2015 The Criterion Collection va anunciar que estrenarien la pel·lícula en Blu-ray i DVD per primera vegada, arribant com a part de la seva llista de desembre de 2015.

### Uncle Howard
Uncle Howard és un documental d'Aaron Brookner. El documental segueix la cerca i restauració per part d'Aaron dels arxius de Howard Brookner inclosos Burroughs: The Movie i Robert Wilson and the Civil Wars.
Simultàniament, la pel·lícula explica la història de Howard Brookner des del començament de la seva carrera cinematogràfica a la Universitat de Nova York, fins a les seves tres pel·lícules completes abans de la seva mort el 1989. La pel·lícula compta amb les contribucions de nombrosos col·legues i amics de Howard i és produïda per Jim Jarmusch. Va competir en la categoria de documentals estatunidencs al Festival de Cinema de Sundance de 2016.

## Premis
- Premi NewNowNext MTV pel vídeo de The Johns Shake it
- Premi de l'Audiència del Festival de Cinema de Rochester per The Black Cowboys[8]